# ちりちりドクモちゃん
『ちりちりドクモちゃん』は、2006年4月12日から同年9月27日まで毎日放送テレビ（MBSテレビ）で放送されたバラエティ番組。全25回。NTTドコモ関西（現・NTTドコモ）の一社提供。放送時間は毎週水曜 24:55 - 25:25 (JST) 。

## 概要
毎回様々な読者モデル（ドクモ）が出演していた関西ローカルの深夜番組で、坂下千里子となすなかにしが司会を務めていた。この他に山咲トオルなどのゲストタレントが出演することもあったが、ロケ企画を行う回などではゲストを招かずにレギュラー陣だけで進めることも多かった。収録が2本録りで行われていたことから、ゲストは2週連続で出演するケースがよく見られた。
司会の坂下たちは、出演ドクモそれぞれが発表するファッションや人気の飲食店などのリポートを基にトークを展開していた。坂下は自分よりも年下の者ばかりのドクモたちに負けじと、毎回様々なアクセサリーを身に付けて出演していたが、そのたびになすなかにしの2人から「30歳!」などと突っ込まれていた。

## 出演者

### レギュラー
- 坂下千里子 - 司会を務めていたほか、番組企画で神戸コレクションに出場したこともある。
- 那須晃行（なすなかにし）
- 中西茂樹（なすなかにし）
- 関西を拠点に活動する読者モデル29人 - 全員が出演するのではなく、週替わりで数人ずつが出演。

### 主なゲスト
- 山咲トオル
- 城咲仁
- 山口もえ
- パンツェッタ・ジローラモ

## テーマ曲

### エンディングテーマ
- PARTNER （BAMBOO）